# Nasleg
Een nasleg (Russisch: Наслег, Jakoets: нэһилиэк; Nèḥilièk, "dorpsraad") is een Jakoetse naam voor een plattelandsgebied met lokaal zelfbestuur, die een of meer Jakoetische plattelandsplaatsen met hun bijbehorende gebieden omvat, waar zich een of meer Jakoetische generaties bevinden. Vanaf de tijd van het Russische Rijk werden de Jakoetse oeloesen (volosten of districten) onderverdeeld in naslegs. Naslegs hadden een gekozen leider of (stam)oudste en werden bestuurd door een deken. Elke nasleg had zijn eigen klerk, voorman, korporaal of belastinginner en boodschappenloper (hardloper). Tijdens bijeenkomsten van het naslegbestuur waren alle in de nasleg woonachtige volwassenen uitgenodigd en dezen waren ook stemgerechtigd.
Van 1790 tot 1800 werden de termen volost en nasleg naast elkaar gebruikt in Jakoetië, maar vanaf 1840 werd alleen nog het woord nasleg gebruikt. In de Sovjettijd bleef de benaming in gebruik in de Jakoetische ASSR als synoniem voor een selsovjet. Ook in het Rusland van na de Sovjet-Unie wordt de benaming nog veel gebruikt bij plaatsen die ondergeschikt zijn aan de oeloesen van Jakoetië.